# Búfalos Rugby Club
Búfalos Rugby Club, corresponde a un club deportivo de rugby radicado en la ciudad de Osorno, Chile

## Historia
A principio de la década de los ochenta, coincidió la llegada a la ciudad de Osorno una serie de estudiantes de ciudades como Santiago, Concepción y Viña del Mar que llegaron cursar sus estudios superiores, tanto en el Instituto Profesional Osorno IPO, actualmente Universidad de los Lagos, y al Instituto Alfolfo Mathei. Estos estudiantes formaron el primer grupo de jugadores de Rugby de la ciudad. 
De este grupo de jugadores surgieron profesionales de Educación Física, quiénes al realizar sus prácticas profesionales en los liceos de la ciudad, lograron sumar nuevos jugadores a este grupo de rugbistas formando en 1991 el primer club de Rugby de Osorno, el Club Deportivo los Búfalos Rugby Club.
En 1994 se logra constituir formalmente el club obteniendo su personalidad Jurídica.
En aquella época se participaba en distintos campeonatos locales que eran disputados por clubes como la Universidad Austral,  Phoenix de Valdivia y los Lobos de Puerto Montt.
En 2007 con el fin de captar nuevos jugadores y de involucrar a la Universidad de Los Lagos, u grupo de jugadores de Búfalos crea un nuevo club universitario llamado Baguales, quienes el mismo año obtienen su personalidad jurídica, otorgada por la Municipalidad de Osorno en una reunión llevada a cabo en dependencias de esta Universidad.
En el año 2012, con el fin de poder representar de mejor manera a la ciudad de Osorno en el campeonato ARUS, estos dos clubes unen fuerzas y forman la Unión Rugby Osorno URO, logrando los campeonatos de clausura 2014 y apertura 2015. Además de la Copa Inter Asociaciones.
Actualmente el Club de Rugby Búfalos de Osorno lo mantiene con vida un grupo de jugadores quienes participan en una serie de campeonatos de Rugby 7 organizados en el sur de Chile.

## Premios
Torneo Rugby 7 de Río Bueno, campeón temporadas 2013 - 2014 - 2015
Torneo Rugby 7 de Puerto Montt, campeón temporadas 2014 - 2015